# ۲۶۳ (عدد)
۲۶۳ (عدد)یک عدد طبیعی است که بعد از ۲۶۲ و قبل از ۲۶۴ قرار دارد.